# Acquin-Westbécourt
Acquin-Westbécourt (niederländisch Akkin-Westboekhout) ist eine französische Gemeinde mit 799 Einwohnern (Stand: 1. Januar 2022) im Département Pas-de-Calais in der Region Hauts-de-France (zuvor Nord-Pas-de-Calais). Sie gehört zum Arrondissement Saint-Omer und zum Kanton Lumbres.

## Geographie
Die Gemeinde Acquin-Westbécourt liegt etwa neun Kilometer westlich von Saint-Omer im Regionalen Naturpark Caps et Marais d’Opale. Nachbargemeinden von Acquin-Westbécourt sind Tournehem-sur-la-Hem im Norden, Mentque-Nortbécourt, Moringhem und Boisdinghem im Norden und Nordosten, Quelmes im Osten, Lumbres im Südosten, Bayenghem-lès-Seninghem im Süden, Seninghem im Südwesten, Bouvelinghem im Westen sowie Quercamps im Nordwesten. Am Südrand der Gemeinde verläuft die autobahnartig ausgebaute Route nationale 42.

## Geschichte
1974 wurden die beiden bis dahin eigenständigen Gemeinden Acquin und Westbécourt vereinigt.

## Bevölkerungsentwicklung
| Jahr                       | 1962 | 1968 | 1975 | 1982 | 1990 | 1999 | 2006 | 2013 | 2021 |
| Einwohner                  | 578  | 568  | 571  | 559  | 617  | 625  | 647  | 742  | 795  |
| Quellen: Cassini und INSEE |      |      |      |      |      |      |      |      |      |

## Sehenswürdigkeiten
- Kirche Saint-Pétronille aus dem 16. Jahrhundert, Monument historique
- Kirche Saint-Éloi
- Naturschutzgebiet mit den Höhlen von Acquin-Westbécourt

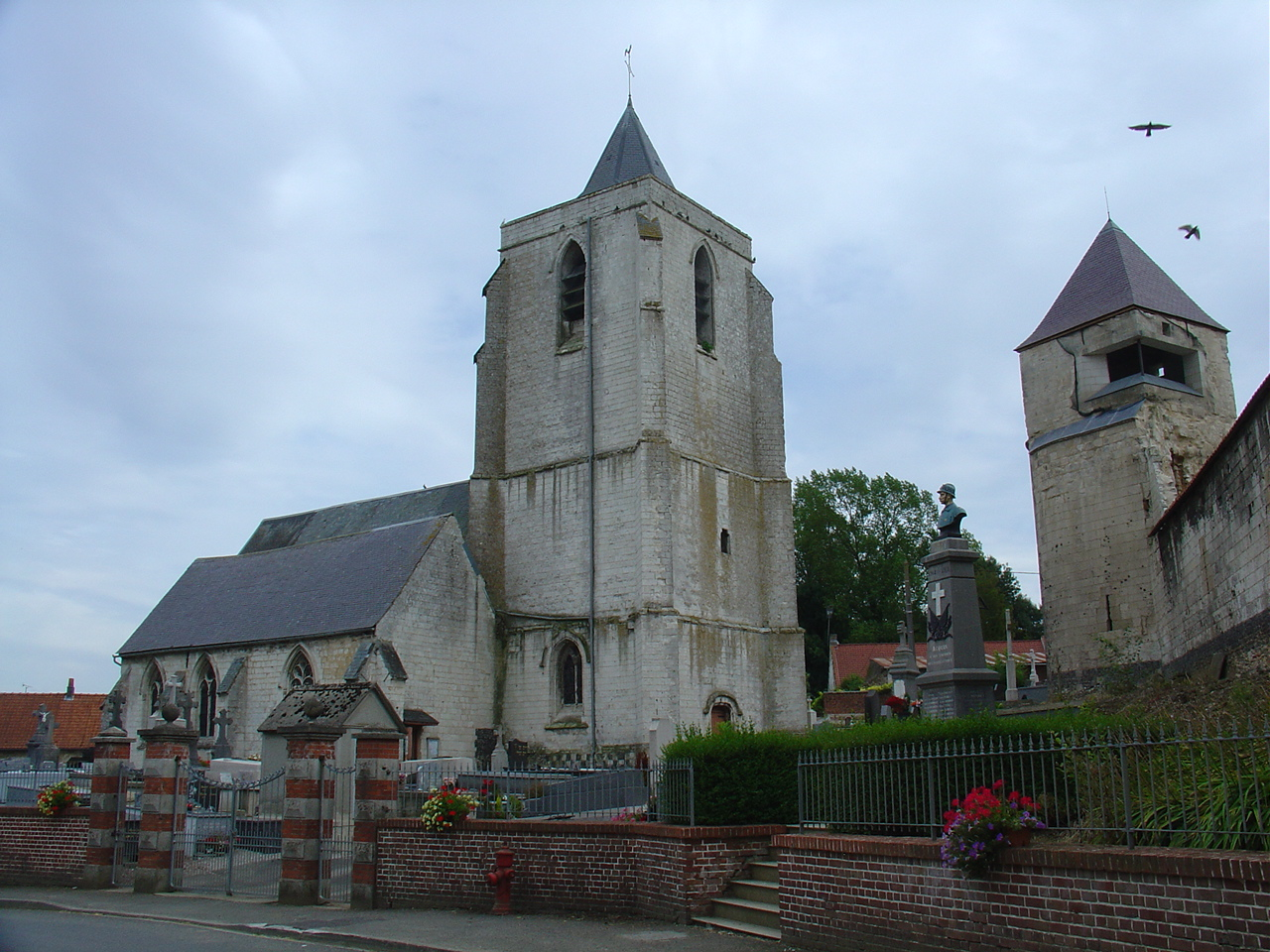
Kirche Saint-Pétronille
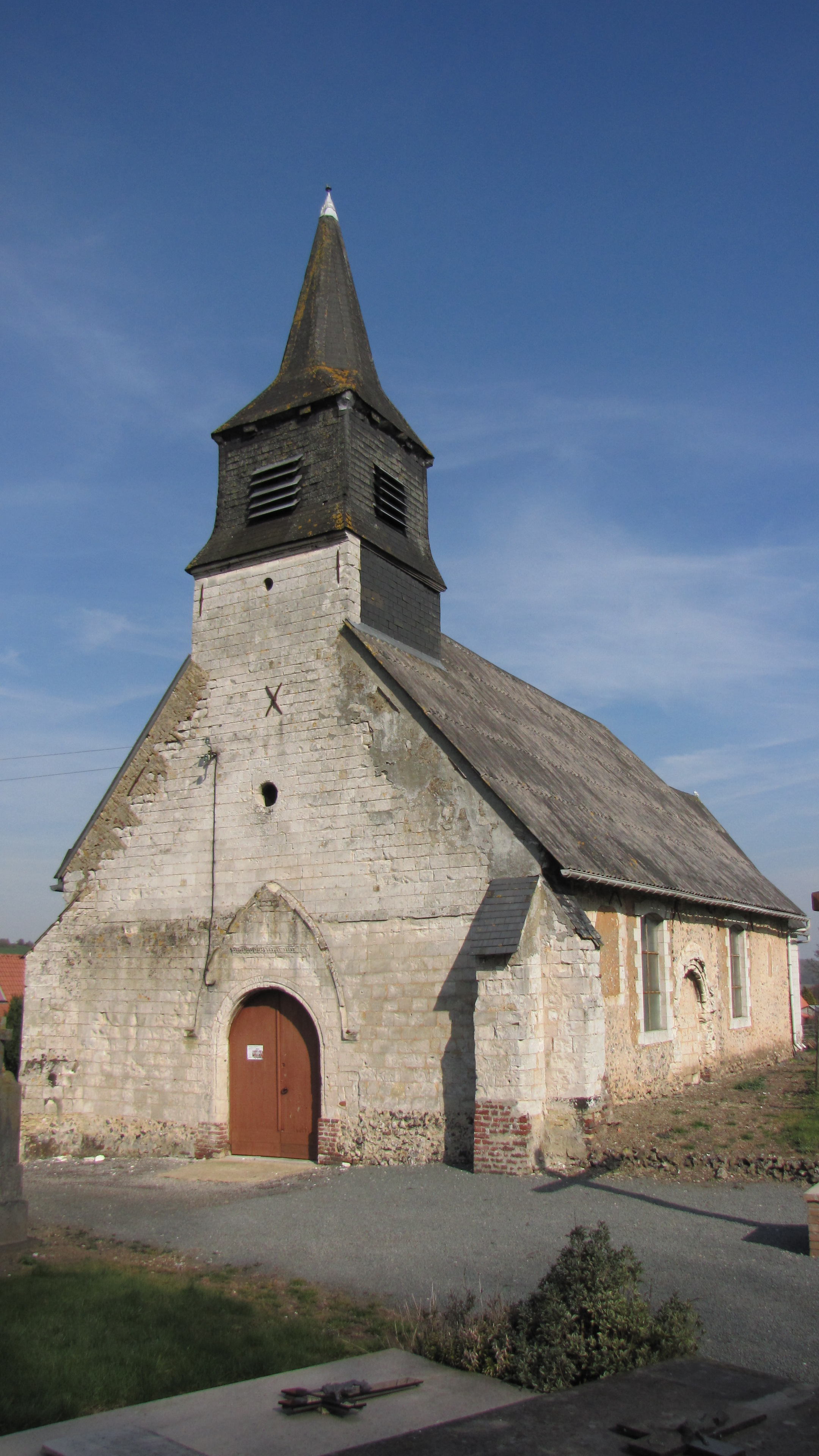
Kirche Saint-Éloi
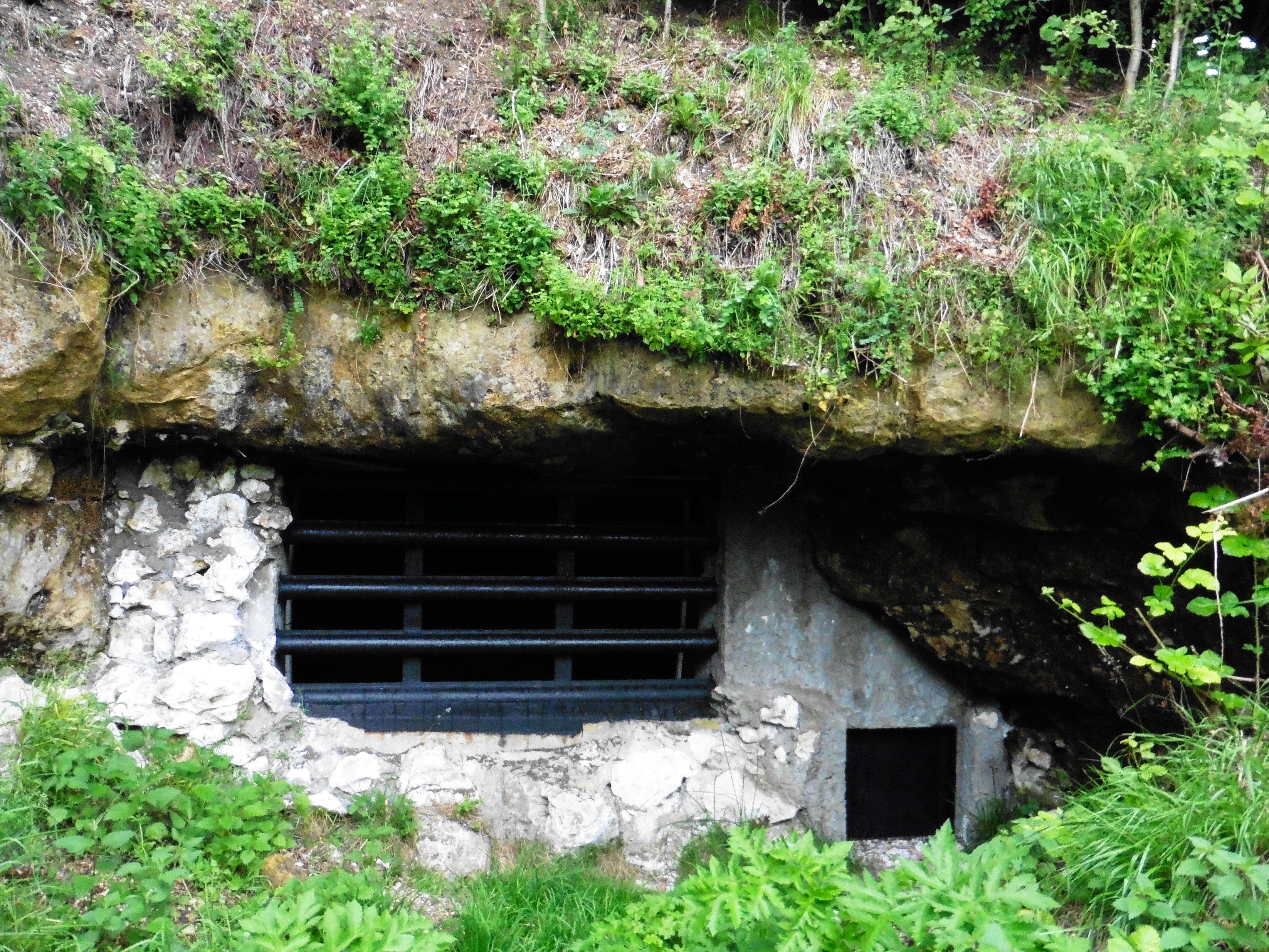
Eine der Höhlen in Acquin-Westbécourt